# Hồ Sơn, Hữu Lũng
Hồ Sơn là một xã thuộc huyện Hữu Lũng, tỉnh Lạng Sơn, Việt Nam.
Xã Hồ Sơn có diện tích 15,49 km², dân số năm 1999 là 3.907 người, mật độ dân số đạt 252 người/km².
Theo thống kê năm 2019, xã Hồ Sơn có diện tích 15,49 km², dân số là 4.804 người, mật độ dân số đạt 310 người/km².